# Чеканов, Пётр Филиппович
Пётр Филиппович Чеканов (1920—1985) — сельскохозяйственный деятель, участник Великой Отечественной войны, Герой Социалистического Труда (1966), почётный гражданин города Ярцево Смоленской области.

## Биография
Родился 7 июля 1920 года в селе Озерки Курской губернии (ныне Касторненского района Курской области) в семье крестьянина. Окончил начальную школу. С 1933 года был рабочим Олымского свеклосовхоза Курской области, в 1936—1938 годах — токарем отделения политотдела совхоза. В 1938 году окончил курсы комбайнёров и до начала Великой Отечественной войны работал по специальности в родном селе. В июне 1941 года Чеканов был призван на службу в Рабоче-крестьянскую Красную Армию. Участвовал в битве за Москву, боях подо Ржевом, освобождении Смоленской области. В сентябре 1943 года во время боёв под Ярцево Чеканов получил тяжёлое ранение и лишился обеих ног и левого глаза. В апреле 1945 года он был демобилизован и вернулся в Курскую область.

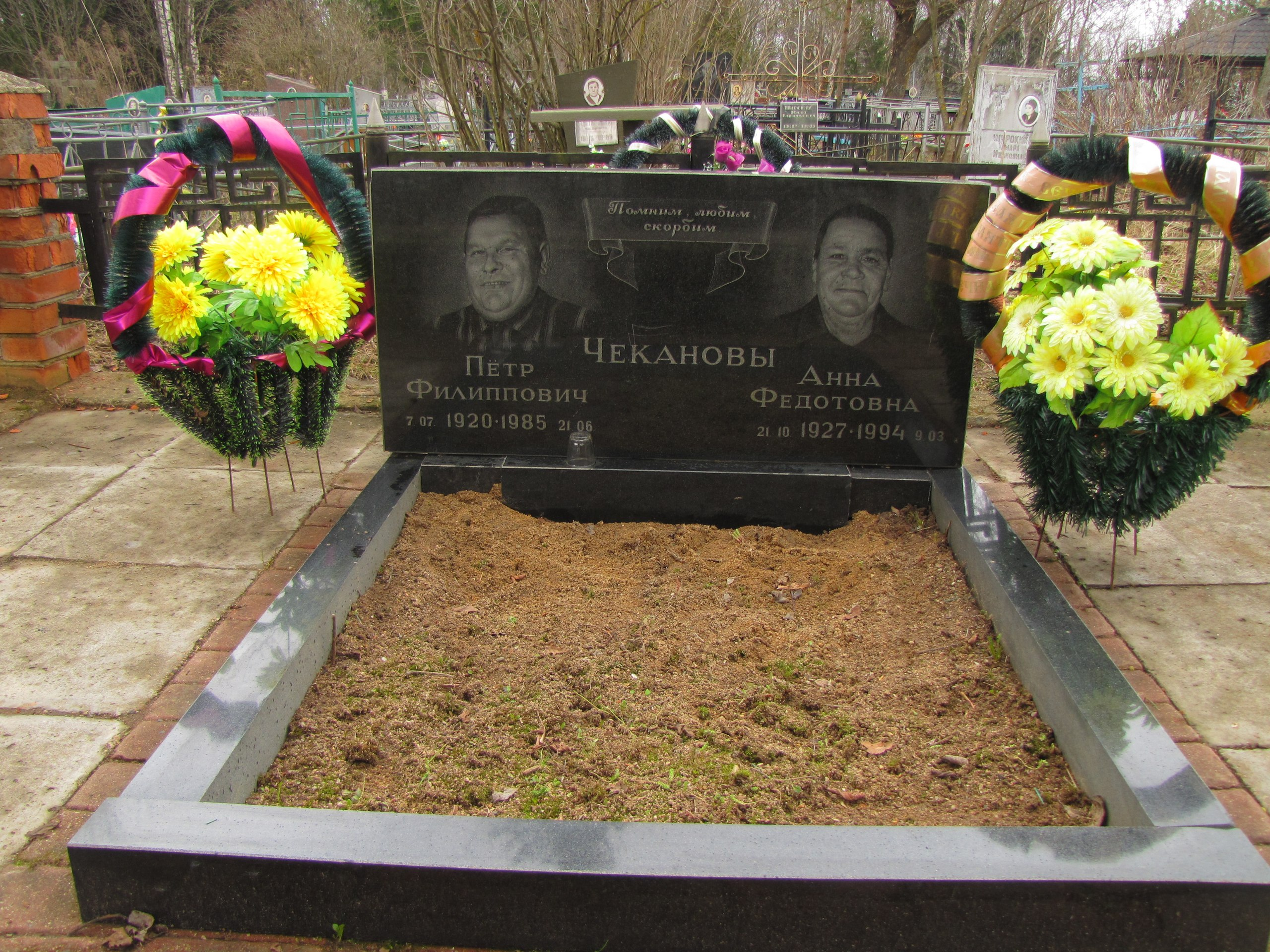
Могила Чеканова в Ярцево.

Несмотря на тяжёлые травмы, Чеканов сумел восстановить навыки своей прежней специальности и добиться повышения производительности труда, работал комбайнёром совхоза «Олымский», неоднократно выезжал на уборку урожая в Казахскую ССР и Красноярский край.
Указом Президиума Верховного Совета СССР от 23 июля 1966 года за «выдающиеся успехи в развитии сельского хозяйства, высокие производственные показатели» Пётр Чеканов был удостоен высокого звания Героя Социалистического Труда с вручением ордена Ленина и медали «Серп и Молот».
С 1975 года Чеканов постоянно проживал в Ярцеве, работал шофёром-механиком фабрики-кухни комбината общественного питания. В 1979 году вышел на пенсию. Умер 20 июня 1985 года, похоронен в селе Озерки.
Был также награждён орденами Октябрьской Революции, Отечественной войны 1-й и 2-й степеней, а также рядом медалей. В честь Чеканова названа одна из улиц в Ярцево.